# استبان ناوارو (بازیکن فوتبال)
استبان ناوارو (انگلیسی: Esteban Navarro؛ زادهٔ ۲۲ مارس ۱۹۷۶) بازیکن فوتبال اهل اسپانیا است.
از باشگاه‌هایی که در آن بازی کرده‌است می‌توان به باشگاه فوتبال کوردوبا و باشگاه فوتبال آلمریا اشاره کرد.